# Thomas Faulkner
Thomas J.R. Faulkner (North Carolina, Verenigde Staten van Amerika 1869 - † Liberia na 1931), was een Liberiaans zakenman en politicus. Hij was presidentskandidaat in 1927 en in 1931.

## Biografie
Thomas J.R. Faulkner werd in 1869 geboren in North Carolina in de Verenigde Staten van Amerika, maar groeide op in Baltimore, Maryland. Er is weinig bekend over zijn achtergrond en jongere jaren in de VS, behalve dat hij een opleiding tot ingenieur had gevolgd. Hij emigreerde omstreeks 1881, of mogelijk een aantal jaren later, na Liberia waar hij een succesvol zakenman werd. Hij opende er de eerste elektriciteitscentrale van het land en begon er een ijscofabriek, TJR Faulkner Ice Cream, en opende ijssalons, onder meer in Monrovia waar ijsco werd verkocht. Hij wist zich in een aantal jaren een fortuin te vergaren en deed ook zijn intrede in de politiek. Voor de True Whig Party was hij burgemeester van de hoofdstad. Een deel van zijn ambtstermijn besloeg de jaren van de Eerste Wereldoorlog. Na het bombardement van Monrovia in 1927 door een Duitse onderzeeër was het mede dankzij de inspanningen van Faulkner dat de stad in rap tempo weer werd opgebouwd.
Faulkner was nooit echt populair onder de Americo-Liberiaanse elite; men vond hem een selfmade ondernemer die zich in korte tijd had weten op te werken. Hij was meer dan de elite geïnteresseerd in de emancipatie van de oorspronkelijke bevolking van het land en was voorstander van modernisering van het politieke bestel en de landbouw. In 1927 stelde Faulkner zich kandidaat voor het presidentschap namens de People's Party en werd systematisch tegengewerkt. Bij de verkiezingen in 1927 kreeg hij 9.000 stemmen (3,57%) tegen 243.000 stemmen (96,43%) voor zittend president Charles D.B. King van de True Whig Party. Volgens het Guinness Book of World Records waren de presidentsverkiezingen van 1927 de meest frauduleuze verkiezingen ooit gehouden. Pogingen de uitslag aan te vechten mislukten en Faulkner vertrok kort daarop voor een reis naar Baltimore waar hij in een interview met de Afro American de sensationele onthulling deed dat de Liberiaanse regering betrokken was bij slavenhandel. Op aandringen van de regering van de VS stelde de Volkenbond een onderzoek in dat in 1930 inderdaad vaststelde dat Liberiaanse regeringsleden (met name vicepresident Allen Yancy) betrokken waren bij de handel in slaven die te werk werden gesteld in Fernando Po in Spaans-Guinea. Op grond van de onderzoeksresultaten werden president King en vicepresident Yancy in 1930 tot aftreden gedwongen.
Bij de presidentsverkiezingen van 1931 deed Faulkner opnieuw een gooi naar het presidentschap, maar werd ruimschoots verslagen door Edwin Barclay van de True Whig Party. 
Faulkner moet na 1931 zijn overleden. Misschien leefde hij nog in 1935, toen bij de presidentsverkiezingen van dat jaar zijn People's Party een monsterverbond was aangegaan met oud-president King om zittend president Barclay te verslaan bij de verkiezingen.